# 다구치 방법
다구치 방법(일본어: タグチメソッド)이란 제품 설계에 있어서 실험 인자와 수준의 최적 조건을 저렴하고 신속하게 찾게 해주는 실험 방법이다. 이는 실험 방법 중 전조합실시법과 일시일원실시법의 장단점을 보완한 것으로, 직교배열을 작성하여 각 인자의 수준을 정한 다음 최소의 실험횟수로 최적의 조건을 찾게 한다